# Квинт Помпей Руф (зять Суллы)
Квинт Помпей Руф (лат. Quintus Pompeius Rufus; убит в 88 году до н. э.) — римский государственный деятель, сын консула 88 года того же имени.
Квинт Помпей принадлежал к влиятельному плебейскому роду. В 90 году отец женил его на дочери поднимавшегося к власти Луция Корнелия Суллы, заключив таким образом крепкий союз. Спустя два года отец и тесть Квинта Помпея стали консулами, но трибун Публий Сульпиций спровоцировал открытые столкновения, в которых важную роль играли сторонники Мария — врага Суллы. В одной из стычек Квинт Помпей Младший был убит — по словам Аппиана, «за то, что он в своей речи говорил слишком свободно».
Корнелия Сулла успела родить в этом браке двух детей. Сын, тоже Квинт Помпей Руф, был народным трибуном в 52 году до н. э. Дочь стала второй женой Цезаря.